# Мархлевский, Теодор
Теодор Эдвард Юзеф Мархлевский (12 июля 1899, Манчестер, Англия — 27 января 1962, Краков, Польша) — польский учёный, биолог, генетик, эволюционист, профессор (с 1934), доктор наук, педагог, ректор Ягеллонского университета (1948—1956). Действительный член Польской академии наук (с 1949). Лауреат Государственной премии ПНР I степени (1950).

## Биография
Сын Леона Мархлевского, польского химика.
Изучал биологию в Ягеллонском университете. В 1922 стал доктором философии. Стажировался в научных центрах Эдинбурга, Утрехта и Копенгагена.
В 1938—1939 — декан сельскохозяйственного факультета Ягеллонского университета.
В ноябре 1939 года в ходе операции нацистов Sonderaktion Krakau по массовому аресту профессоров, студентов и сотрудников Ягеллонского университета был схвачен гестапо и отправлен в концентрационный лагерь Заксенхаузен. Из-за серьёзной болезни, которая привела к инвалидности, был освобождён после нескольких месяцев заключения. Во время нацистской оккупации работал сначала в сельскохозяйственной отрасли, а затем в 1941—1943 годах — в Союзе польских животноводов и в Ассоциации животноводства. Сразу же после освобождения Кракова Теодор Мархлевский приступил к организации Института животноводства на факультете сельского хозяйства. В 1950 году создал институт животноводства в Кракове, крупнейшего польского исследовательского института, занимающегося животноводством. В 1950—1957 гг. был директором этого института и заведующим кафедрой биологии размножения.
После войны до конца жизни руководил институтом генетики и эволюционизма. В 1950—1957 — директор Зоотехнического института при университете Кракова. Член Польской академии знаний, а в 1949—1952 — действительный член Польской академии наук.
Похоронен в Кракове на Раковицком кладбище.

## Научная деятельность
Занимался исследованиями в области селекции животных, генетики и наследственности. Выдвинул тезис о существенном воздействии окружающей среды на наследственные характеристики живых организмов.

## Награды
- Орден «Знамя Труда» I степени (1949)[1]
- Командорский крест со звездой Ордена Возрождения Польши (1954)[2]
- Командорский крест Ордена Возрождения Польши (1951)[3]
- Медаль «10-летие Народной Польши» (1955)[4]
- Государственной премии ПНР I степени (1950)